# Муроване (Львівський район)
Муро́ване — село в Україні, у Львівському районі Львівської області. Населення — 4421 особа. Адміністративний центр Мурованської сільської громади.

## Населення
За даними перепису населення 2017 року, у селі мешкала 4630 осіб. Мовний склад села був таким:

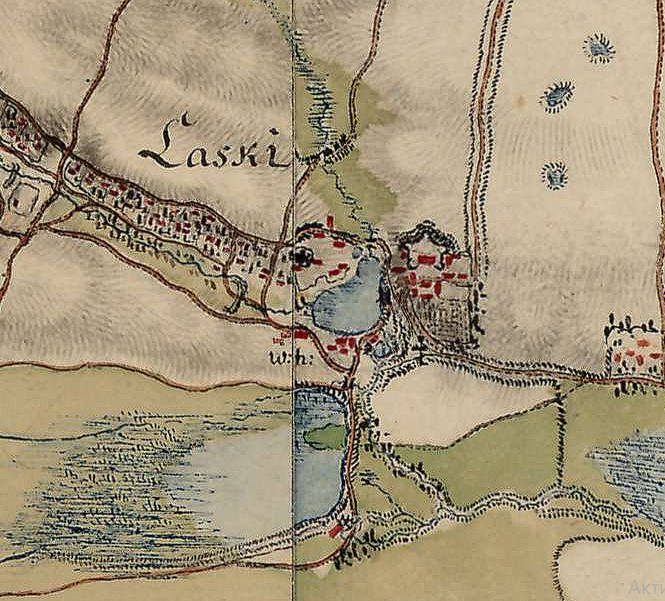
Муроване на мапі XVIII ст. (тоді мало назву Ляшки-Муровані) бачимо що замок-палац мав фортифікації

| Мова       | Число ос. | Відсоток |
| ---------- | --------- | -------- |
| українська | 12 399    | 99,37    |
| російська  | 24        | 0,54     |
| польська   | 2         | 0,05     |
| білоруська | 1         | 0,02     |
| молдовська | 1         | 0,02     |

## Пам'ятки архітектури
- Церква Введення в Храм Пресвятої Богородиці (збудована 1888 р.)

## Історія
Село згадується 7 серпня 1439 р.
Муроване в архівних документах значиться як Ляшки Муровані. Перша згадка про них належить до 1454 року. Село належало до королівщини і його власники були орендарі.
21 листопада 1456 р. воєвода і генеральний руський староста Одровонж Андрій зі Спрови одержав від райців м. Львова 100 гривен під заставу с. Ляшки Львівського повіту.
Дідичами села були також Стрембоші (пол. Srzemboszowie).
Життя мурованців до кінця XIX століття можна порівняти з їхніми сусідами сороківчанами. Та й об'єднані вони на той час однією парафією. Мурованська церква Введення в Храм Пресвятої Богородиці (збудована 1888 р.) була дочірною до сороківської церкви Богоявлення Господнього (зведена 1901 р.)
Наприкінці XIX століття тут діяли читальня «Просвіти», «Сільський Господар» та «Січ». Хоч село мало назву Ляшки, поляків тут 1913 року проживало 26 чоловік, тоді як українців — 190.
Проживає у селі і вчить його юних громадян розумного, доброго, вічного письменник З. Легкий. Декілька вихідців з села боролися за волю України в рядах УГА. Один з них П. Савка, помер від тифу під Вінницею 6 вересня 1919 р.
В 1946 р. село Ляшки Мурованні перейменовано в Муроване.

## Палац
У Мурованому зберігся палац 18-19 ст. з парком, господарськими будівлями та залишками фортифікацій. Цегляна садиба, побудована у 18 столітті і мала оборонний характер у вигляді форту з валами, стінами товщиною в 1,5 м. Палац оточений парком площею с 25 га, він має склепінні стелі в пивниці та приміщеннях.
В 1940-х комуністи з палацу роблять радіостанцію. 19 грудня 1947 року на базі радіостанції в с. Мурованому, радіомовної апаратної, виділеного приймального пункту та радіобюро було організовано Львівський обласний радіоцентр. Згодом, в 1952 році, введено в роботу перший потужний на ті часи короткохвильовий радіомовний передавач. У квітні 1982 року Львівський радіоцентр змінив назву на Львівський Обласний радіотелевізійний передавальний центр, 2003-2004 роки:остаточно припинено експлуатацію радіоцентру в Мурованому, мовлення радіо перенесено до Красного.
В грудні 2017 року палац, парк і господарські приміщення списанні з балансу Львівської філії Концерну радіомовлення, радіозв'язку та телебачення і передані Мурованській об'єднанії територіальній громаді.

## Відомі люди

### В селі народилися
- Орловський Петро Орестович — солдат ЗСУ, загинув у боях за Дебальцеве
- Петришин Володимир Васильович — американський математик, професор Чиказького, а пізніше Рутгерського університету у Нью-Джерсі (США)
- Сіяк Марія Михайлівна — українська співачка (драматичне сопрано), померла в Боготі (Колумбія)
- Сіяк Остап Михайлович — український службовець, фінансист, диригент, громадський діяч
- Сіяк Іван Михайлович — адвокат, діяч УСДП, четар УСС, старшина армії УНР
- Яворський Ігор Петрович — український, радянський футболіст, український тренер